# Церква Святої Преподобної Параскеви Сербської (Поручин)
Церква Святої Преподобної Параскеви Сербської — чинна дерев'яна церква у селі Поручин на Тернопільщині. Парафія належить до Бережанського благочиння Тернопільської єпархії Православної церкви України. Одна з найстаріших церквов Тернопільської області.

## Історія
Більшість істориків датують церкву 1385 роком, а Тернопільський енциклопедичний словник згадує побудову церкви у 1410 році.
Напис на одвірку західних дверей церкви свідчить про те, що церкву збудував у 1728 році майстер-будівничий Болюх Василь. Очевидно, йдеться про реставрацію або реконструкцію церкви.
Відома церква і тим, що під час проживання сім'ї Лепких у селах Поручин, Біще і Жуків, парохом церкви був Сильвестр Лепкий, батько Миколи, Богдана та Лева Лепких.
У церкві збереглися метричні книги, записи в якій зроблені рукою отця Сильвестра. Найстаріші записи датуються XVIII століттям.
З 1960 по 1989 рік церква була зачиненою радянською владою
11 липня 2008 року, під час проведення обліку усіх дерев'яних церков, храм відвідав Юрій Чижмарь, голова Тернопільської ОДА і обговорив перспективи збереження історичної та архітектурної спадщини.
Наразі ця споруда маловідома туристам, як місце для відвідин та мало досліджується істориками.

## Архітектура
Особливу цінність архітектурній побудові несе рідкісний принцип будування церков не з різаних, а з колених брусів.
Протягом останніх років відбулась реставрація, яка спричинила втрату багатьох дерев'яних рис архітектури. Так стіни і дахи церкви оббили металевим профілем, а невеликий верх над навою накрили «позолоченою» бляхою. 